# Guess Who (álbum de B. B. King)
Guess Who es un álbum de B. B. King publicada en 1972.

## Canciones
1. "Summer In The City"
2. "Just Can't Please You"
3. "Any Other Way"
4. "You Don't Know Nothin' About Love"
5. "Found What I Need"
6. "Neighbourhood Affair"
7. "It Takes A Young Girl"
8. "Better Lovin' Man"
9. "Guess Who"
10. "Shouldn't Have Left Me"
11. "Five Long Years"

## Personal
- B. B. King - guitarra, voz
- Milton Hopkins - guitarra
- Cornell Dupree - guitarra
- Wilbert Freeman - bajo eléctrico
- Jerry Jemmott - bajo eléctrico
- Ron Levy - piano
- Frank Owens - piano
- V. S. Freeman - batería
- Bernard Purdie - batería
- Joseph Burton - trombone
- Garnett Brown - trombone
- Edward Rowe - trompeta
- Ernie Royal - trompeta
- Steve Madaio - trompeta
- Earl Turbinton - saxo tenor
- Bobby Forte - saxo tenor
- Gene Dinwiddie - saxo tenor
- Trevor Lawrence - saxo tenor
- Louis Hubert - saxo barítono
- Howard Johnson - saxo barítono
- David Sanborn - saxo alto